# Friedrich Herz
Friedrich „Fred“ Herz (* 1929 in Bottrop) ist ein deutscher Pilot und Söldner, der durch seinen Einsatz im Biafra-Krieg bekannt wurde.

## Leben
Herz absolvierte während des Zweiten Weltkriegs eine Pilotenausbildung bei der Luftwaffe, wo er den Dienstgrad eines Fähnrichs erreichte. Bei der Bundeswehr diente er als Fluglehrer bei der Flugzeugführerschule FFS-C in Uetersen.
Dort machte er die Bekanntschaft nigerianischer Flugschüler, die sich nach der Sezession Biafras dem neu gegründeten Staat anschlossen. Von ihnen ließ er sich seiner eigenen Darstellung zufolge als Ausbilder bei den neu gegründeten Luftstreitkräften der Streitkräfte Biafras anwerben, wo er im September 1967 eintraf. Während Herz Wert darauf legte, sich erst an Kampfhandlungen beteiligt zu haben, nachdem die nigerianischen Streitkräfte Zivilisten bombardiert hatten, wurde er anderen Zeitzeugen zufolge angeheuert, um einen von zwei B-25-Bombern zu fliegen, die Biafra kurz zuvor gekauft hatte. Bereits kurz nach seiner Ankunft flog Herz bis zu drei Angriffe pro Tag gegen nigerianische Artilleriestellungen. Nach einem Nachtangriff gegen einen nigerianischen Flugplatz machte die von Herz gesteuerte B-25 am 3. Dezember 1967 aufgrund eines Pilotenfehlers eine Bruchlandung, bei der der Navigator ums Leben kam. Herz erlitt einen Beinbruch und verlor einen Finger. Als er nach der Rekonvaleszenz im Januar 1968 nach Biafra zurückkehrte, gab es für ihn zunächst keine Einsatzmöglichkeiten mehr, weil Biafra nicht mehr über einsatzbereite Flugzeuge verfügte. Im Oktober des gleichen Jahres kaufte Herz in Frankreich Ersatzteile, angeblich für zivile Nutzung, sowie Ausrüstung für die Pilotenausbildung in Biafra ein.
Nach einer fast zweijährigen Pause wurde Herz Pilot in einer der Biafra Babies genannten Staffeln von MFI-9B. Die von Carl Gustaf von Rosen gegründete Einheit attackierte nigerianische Flugplätze, Truppenansammlungen und Ölfördereinrichtungen. Ende September 1969 war Heinz der einzige Ausländer unter den zehn Piloten der Luftstreitkräfte von Biafra. Im November soll Herz auch eine der neu eingetroffenen T-6 bei einem Angriff auf Port Harcourt gesteuert haben, bei der mehrere MiG-17 zerstört wurden. Im Dezember 1969 kehrte Herz für den Weihnachtsurlaub nach Deutschland zurück, kurz darauf war der Biafra-Krieg zu Ende. Auf der MFI-9B hatte Herz 172 Einsätze geflogen und zuletzt den Rang eines Majors innegehabt.
Im Jahr 1970 schlug Herz ein Angebot der CIA aus, als Angestellter der Fluggesellschaft Air America in Kambodscha Kampfeinsätze gegen den Vietcong zu fliegen.
Mitte der 1970er Jahre wurde Herz zu vier Jahren Haft verurteilt, weil er 500 Pistolen vom Typ Ceska Vzor mit dem Flugzeug aus der Tschechoslowakei nach Bayern geschmuggelt hatte.